# Boomerang (película)
Boomerang es una película dirigida por Reginald Hudlin y protagonizada por Eddie Murphy, Halle Berry, Robin Givens y David Alan Grier.

## Sinopsis
Marcus es un exitoso ejecutivo de publicidad que corteja a las mujeres. Después que su empresa se fusionara, él encuentra que su nueva jefa, Jacqueline, lo trata de la misma manera. Completamente traumatizado por esto, su trabajo va mal.

## Elenco
- Eddie Murphy como Marcus Graham.
- Robin Givens como Jacqueline Broyer.
- Halle Berry como Angela Lewis.
- David Alan Grier como Gerard Jackson.
- Martin Lawrence como Tyler.
- Bebe Drake como Mrs. Jackson
- Chris Rock como Bony T.
- Eartha Kitt como Lady Eloise.
- Geoffrey Holder como Nelson.
- Grace Jones como Helen Strangé.
- John Canada Terrell como Todd.
- John Witherspoon como Mr. Jackson
- Kenny Blank como Kenny.
- Lela Rochon como Christie.
- Leonard Jackson como Lloyd the Chemist.
- Tisha Campbell-Martin como Yvonne.
- Melvin Van Peebles como Editor.
- Daryl Mitchell como Fotógrafo de Calle.

## Lanzamientos
| País                                                                          | Fecha de estreno                  |
| ----------------------------------------------------------------------------- | --------------------------------- |
| Alemania                                                                      | Jueves 1 de octubre de 1992       |
| Argentina                                                                     | Jueves 19 de noviembre de 1992    |
| Australia                                                                     | Jueves 17 de septiembre de 1992   |
| Austria                                                                       | Viernes 2 de octubre de 1992      |
| Bélgica                                                                       | Miércoles 2 de septiembre de 1992 |
| Belice · Costa Rica · El Salvador · Guatemala · Honduras · Nicaragua · Panamá | Viernes 18 de septiembre de 1992  |
| Brasil                                                                        | Viernes 9 de octubre de 1992      |
| Chile                                                                         | Jueves 29 de octubre de 1992      |
| Colombia                                                                      | Jueves 12 de noviembre de 1992    |
| Corea del Sur                                                                 | Sábado 14 de noviembre de 1992    |
| Dinamarca                                                                     | Viernes 9 de octubre de 1992      |
| Ecuador                                                                       | Miércoles 25 de noviembre de 1992 |
| Egipto                                                                        | Lunes 22 de febrero de 1993       |
| España                                                                        | Viernes 27 de noviembre de 1992   |
| Estados Unidos · Canadá                                                       | Miércoles 1 de julio de 1992      |
| Filipinas                                                                     | Miércoles 7 de octubre de 1992    |
| Finlandia                                                                     | Viernes 2 de octubre de 1992      |
| Francia                                                                       | Miércoles 2 de septiembre de 1992 |

| País                         | Fecha de estreno                 |
| ---------------------------- | -------------------------------- |
| Grecia                       | Viernes 20 de noviembre de 1992  |
| Hong Kong                    | Jueves 1 de octubre de 1992      |
| Hungría                      | Jueves 10 de diciembre de 1992   |
| India                        | Viernes 15 de octubre de 1993    |
| Indonesia                    | Martes 24 de noviembre de 1992   |
| Israel                       | Viernes 25 de septiembre de 1992 |
| Italia                       | Viernes 30 de octubre de 1992    |
| Japón                        | Sábado 12 de septiembre de 1992  |
| Líbano                       | Viernes 16 de octubre de 1992    |
| Malasia                      | Jueves 8 de abril de 1993        |
| México                       | Viernes 20 de noviembre de 1992  |
| Noruega                      | Jueves 3 de septiembre de 1992   |
| Nueva Zelanda                | Viernes 23 de octubre de 1992    |
| Países Bajos                 | Jueves 15 de octubre de 1992     |
| Perú                         | Jueves 19 de noviembre de 1992   |
| Polonia                      | Viernes 29 de enero de 1993      |
| Portugal                     | Viernes 23 de octubre de 1992    |
| Reino Unido Irlanda          | Viernes 30 de octubre de 1992    |
| República Checa · Eslovaquia | Jueves 21 de enero de 1993       |
| República Dominicana         | Jueves 8 de octubre de 1992      |
| Singapur                     | Jueves 15 de octubre de 1992     |
| Sudáfrica                    | Viernes 6 de noviembre de 1992   |
| Suecia                       | Viernes 16 de octubre de 1992    |
| Suiza                        | Viernes 2 de octubre de 1992     |
| Tailandia                    | Sábado 7 de noviembre de 1992    |
| Taiwán                       | Sábado 26 de septiembre de 1992  |
| Turquía                      | Viernes 4 de diciembre de 1992   |
| Uruguay                      | Viernes 13 de noviembre de 1992  |
| Venezuela                    | Miércoles 28 de octubre de 1992  |